# اوگو انریکه آسیس دو ناسیمنتو
هوگو هنریکه آسیس دو ناسیمنتو (به پرتغالی: Hugo Henrique Assis do Nascimento) هافبک اهل برزیل است که در شهر ریودو ژانیرو و در تاریخ ۲۷ اکتبر ۱۹۸۰ به دنیا آمده‌است.
هوگو هنریکه آسیس دو ناسیمنتو در تیم‌های فوتبال Atlético-PR سابقهٔ حضور دارد.